# Aldermaston
Aldermaston (API : /ˈ ɔː l d ər m ɑː s t ən/) est une localité essentiellement rurale, une agglomération dispersée, paroisse civile et circonscription électorale du Berkshire, en Angleterre. 
Au recensement de 2011 au Royaume-Uni, la paroisse comptait une population de 1 015 habitants.
La localité est située au milieu de la plaine alluviale de la  Kennet, en limite du Hampshire au sud. 
Elle est à peu près équidistante de  Newbury, Basingstoke et Reading, centrée à 85 km à l'ouest-sud-ouest de Londres.
Aldermaston pourrait avoir été habité dès 1690 av. J.-C. : un certain nombre de trous de poteaux et des restes de céréales ont été découverts dans la région. 
L'histoire écrite du village remonte au moins au IXe siècle de notre ère. 
La « Chronique anglo-saxonne » prouve que l'Ealdorman du Berkshire avait son domaine dans le village. Le manoir d'Aldermaston a été établi au début du XIe siècle, lorsque le village a été donné à la famille Achard par Henry Ier. 
Le manoir est cité dans le Domesday Book. L'église Sainte-Marie du village a été fondée au XIIIe siècle ; une partie de l'architecture normande d'origine subsiste dans la structure du bâtiment.
Le dernier seigneur résident du manoir, Charles Keyser, est décédé en 1929.
Le domaine a été occupé par la suite par Associated Electrical Industries, le XIX Tactical Air Command, la Women's Land Army, les écoles Collier Macmillan, Blue Circle Industries et le Compass Group qui le géraient comme un hôtel et un siège d'entreprises. Il a été acheté par le groupe Praxis en 2013 pour 4,7 millions de livres sterling et fait désormais l'objet de plans de restauration comprenant un lotissement de 227 nouvelles maisons afin de financer la réhabilitation du manoir et son terrain.
Le nom "Aldermaston" est bien connu, en relation avec le programme d'armes nucléaires du Royaume-Uni, ainsi que la campagne pour le désarmement nucléaire. L'Atomic Weapons Establishment (AWE) qui développe, entretient et dispose de l'armement nucléaire au Royaume-Uni, est situé dans la localité. 
Construite sur le site de l'ancienne RAF Aldermaston, l'usine a été la destination de nombreuses marches d'Aldermaston. 
Jusqu'en 2006, le village a abrité la Poterie d'Aldermaston, fondée par Alan Caiger-Smith et Geoffrey Eastop en 1955.

## Histoire
Aldermaston pourrait avoir été habitée au XIIe siècle de notre ère, remontant peut-être à 1690 avant J-C.
La datation au radiocarbone  sur les trous de poteaux et les fosses du secteur montrent une activité de 1690 à 1390, 1319 à 1214 et 977 à 899 avant notre ère. Des grains de blé et d'orge ont été trouvés dans ces fouilles. Les études montrent que la majeure partie de l'orge était décortiquée, mais l'absence de débris peut signifier que les céréales ont été importées d'autres régions.

### Moyen Âge
Avant la conquête normande de l'Angleterre en 1066, la terre et les propriétés d'Aldermaston faisaient partie des domaines de Harold Godwinson, le comte de Wessex qui devint plus tard le roi Harold II d'Angleterre. 
Le roi Harold évalue alors Aldermaston, les 15 hides du village, à 20 £ par an.
Comme pour la plupart des terres saisies par Guillaume le Conquérant après son arrivée en Angleterre en 1066, Aldermaston a été détenu par le roi. Le Domesday Book de 1086 répertorie un moulin d'une valeur de vingt shillings et deux pêcheries d'une valeur de cinq shillings.
Pendant le reste du règne de Guillaume et celui de son fils Guillaume le Roux, Aldermaston appartenait à la Couronne.
L'histoire des seigneurs d'Aldermaston peut être retracée à partir d'Achard d'Aldermaston, né en 1036.
Six familles ont détenu la seigneurie d'Aldermaston. 
Au XIe siècle, Henri Ier a donné Aldermaston à Robert Achard (ou Hachard) de  Sparsholt,
Au milieu du XIIe siècle, la famille Achard fonde l'église de la Vierge-Sainte-Marie.
En 1292, Édouard Ier accorde au seigneur le droit de tenir un marché dans le village. Une autre charte a été accordée par Henri IV, fournissant la preuve que le marché a existé jusqu'à environ 1900.
Les Achards ont également établi une foire annuelle pour célébrer la fête de St. Thomas More le 7 juillet.
Aldermaston a été détenu par la famille Achard (XIe siècle - 1361) jusqu'au XIVe siècle, lorsqu'elle est passée par mariage à Thomas de La Mare du Château de Nunney, Somerset ,.
La Famille De La Mare a gouverné à Aldermaston pendant environ 120 ans, jusqu'à ce qu'Elizabeth de la Mare - dont les parents masculins sont décédés avant elle - se marie dans la famille Forster.
Vers 1636, les Forsters construisent un grand manoir à l'est de l'église. La maison comprenait des parties d'une maison antérieure (XVe siècle), y compris les cheminées.
La maison des Forsters était entourée de deux porches, séparés par une section centrale comportant sept baies.
Les porches étaient ornés  de colonnes salomoniques, semblables à celles de l'église universitaire St Mary the Virgin, à Oxford.
L'intérieur de la maison renfermait des statues mythiques ainsi que des illustrations de Gaspard Dughet, des portraits de William Congreve, Godfrey Kneller et le tableau Esther devant Assuérus  du Tintoret.
Le jardin de la maison jacobéenne présentait des motifs de bosquets et d'allées de chênes, ifs, châtaigniers espagnols et tilleuls.
Au début du XVIIIe siècle, les Forsters supervisent la construction d'hospices à Church Road. Construits par R. Dixon en 1706, les établissements deviennent les « Dixon's Cottages ». Le manoir est détenu par la famille Forster (1490 - 1752) jusqu'en 1752, lorsque la lignée Forster prend fin et le domaine est hérité par la famille Congreve (1752 - 1843), Ralph Congreve, le mari de la dernière petite-nièce de Forster.

### Ère Victorienne

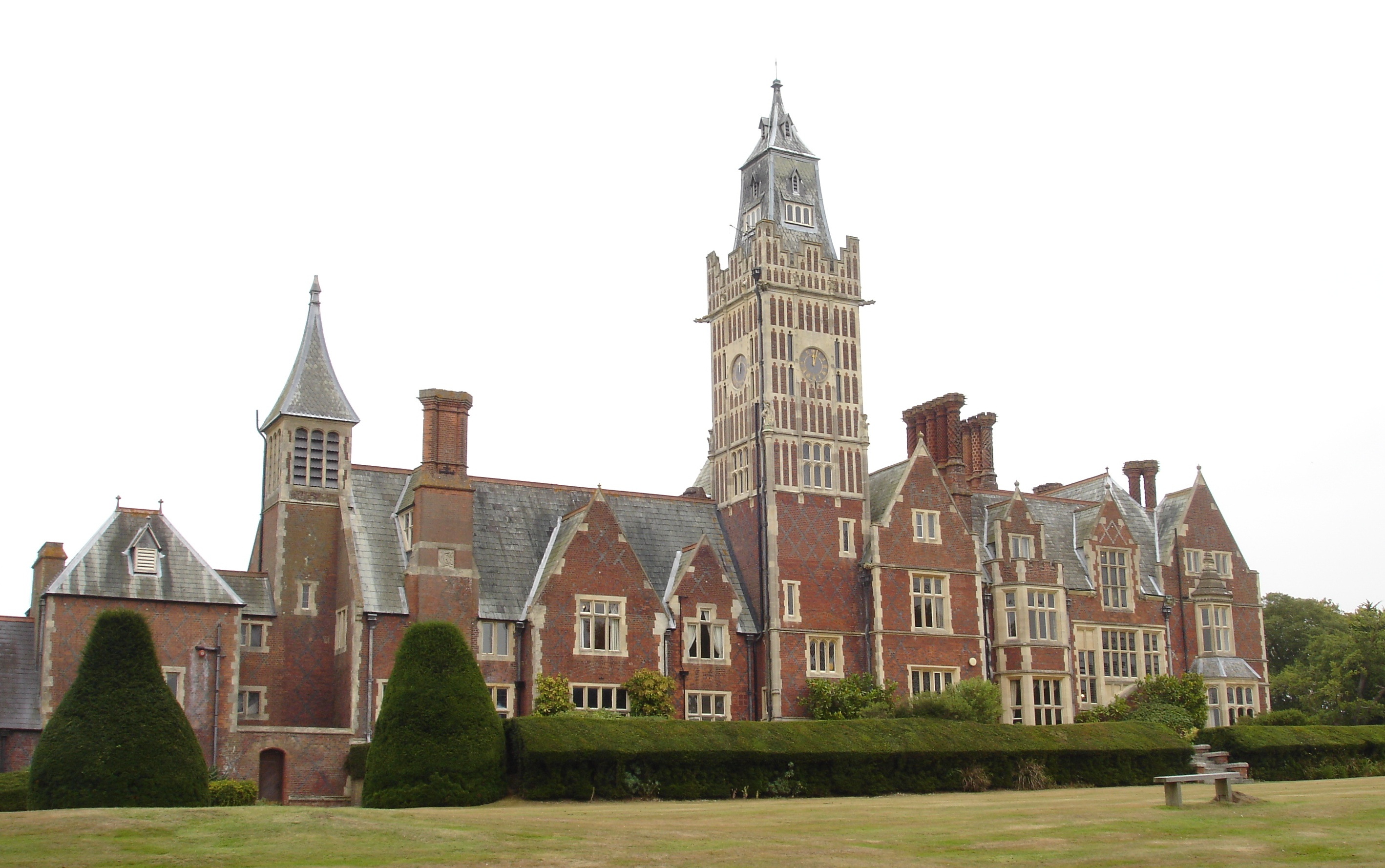
Aldermaston Manor, construit dans les années 1840.

À la mort de Ralph, un cousin au second degré du dramaturge William Congreve hérita du manoir. La famille Congreve possédait le domaine, à l'époque des Swing riots dans les années 1830. Les émeutiers ont traversé Aldermaston, détruisant vingt-trois machines agricoles. Les travailleurs ont été tellement effrayés par les émeutiers qu'ils ont abandonné leur matériel pour tenter de limiter les dommages supplémentaires.
À la mort de Ralph, un cousin germain du dramaturge William Congreve hérite du manoir.
La famille Congreve possède le domaine à l'époque des Swing riots, dans les années 1830. Les émeutiers ont traversé Aldermaston, détruisant vingt-trois machines agricoles. Les travailleurs ont été tellement effrayés par les émeutiers qu'ils ont abandonné leurs machine pour tenter de limiter les dégâts supplémentaires.
En 1843, le manoir fut détruit par un incendie, la nouvelle fut diffusée dans The Illustrated London News.
Le domaine passa à la Cour de Chancellerie et a été achetée par Daniel Higford Davall Burr. En 1848, Daniel Burr a commandé la construction d'un manoir néoclassique au sud-ouest du bâtiment d'origine. Burr a sauvé l'escalier en bois du manoir du XVIIe siècle, bien que tout ce qui reste du bâtiment soit un escalier menant à la cave (qui abrite maintenant une colonie de chauve-souris).
En 1851, le nouveau bâtiment, de style Tudor, a coûté 20 000 £. Burr a dirigé le domaine jusqu'à sa mort, 50 ans plus tard, lorsqu'il a été hérité par son fils qui l'a vendu en 1893.
L'acheteur est un riche agent de change, Charles Edward Keyser, qui souhaite garder le village inchangé - ou, comme il l'a écrit, « intact ». Il a interdit la publicité, s'est opposé à toute modernisation et a refusé toute expansion par la construction de maisons. Il a cependant commandé la construction d'une salle paroissiale en 1897 et a fourni au village un approvisionnement en eau. La fontaine du petit village a été installée pour commémorer le jubilé de diamant de la reine Victoria. Keyser a supervisé la restauration des hospices du village en 1906 et 1924 et a participé au financement d'une plaque commémorative en chêne à la mémoire des personnes tuées pendant la Première Guerre mondiale. Sur les 100 hommes du village qui ont servi pendant la guerre, 22 ont été tués (le pourcentage le plus élevé de la population urbaine du pays). La tablette porte le nom de chaque homme perdu au combat.

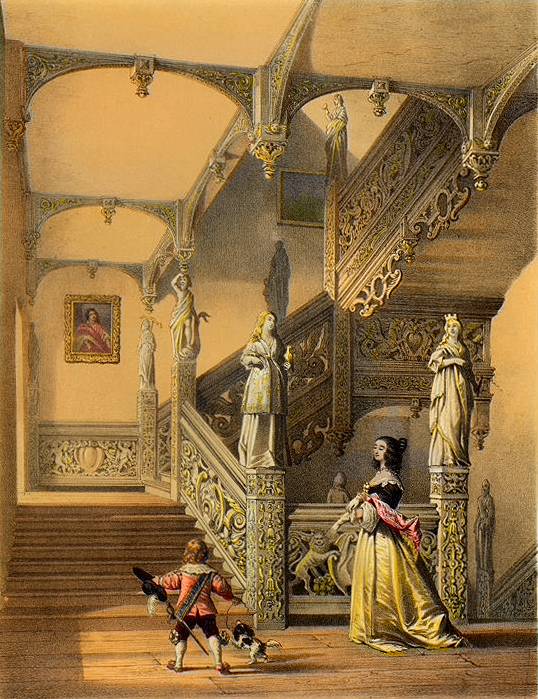
Joseph Nash, lithographie de 1849, escalier du manoir d'Aldermaston.

Sous la seigneurie de Keyser, l' Imperial Gazetteer of England and Wales de John Marius Wilson écrit Adminston comme nom possible pour le village.
À sa mort en 1929 , sa femme, Mary, continue à occuper la maison jusqu'en 1938, année de son décès. Le domaine a été vendu aux enchères en septembre 1938 et de nombreux lots ont été achetés par leurs occupants. Le manoir a été acheté par Associated Electrical Industries (AEI) pour 16 000 £.
L'une des maisons du village aurait rapporté 1 375 £.
En tant que président de l'AEI, Felix Pole est devenu le Lord of the Manor après avoir acheté Aldermaston Court.

### Après la Deuxième Guerre mondiale
Au cours des années 1940, la RAF Aldermaston est installée dans le parc, à l'extrémité sud de la paroisse ; le XIX Tactical Air Command étant stationné au manoir. Après la Seconde Guerre mondiale, le manoir est rendu à l'AEI qui  construit le réacteur Merlin sur une partie du terrain. Le réacteur est inauguré le 6 novembre 1959 par le Duc d'Édimbourg.
Avec l'ouverture de l'Atomic Weapons Research Establishment (AWRE) en 1950, Aldermaston devient la cible des Marches d'Aldermaston.
En 1953, Pole abdique de son poste de seigneur du manoir, il est remplacé par le représentant principal d'AEI, Thomas Allibone. Allibone occupe le poste pendant 32 ans, jusqu'à ce que Blue Circle Industries acquière le domaine en 1985.
Allibone est remplacé par Tony Jackson ; l'actuel Lord of the Manor est Andy Hall. Blue Circle n'a pas pu obtenir de permis de construire dans l'enceinte du domaine, le réacteur Merlin est donc démoli pour faire place à  Portland House. Avec un réaménagement complet d'Aldermaston Manor, le développement de bureaux pour 14 millions de livres, le château devient le siège international de Blue Circle. Le complexe est inauguré par le Prince Richard, duc de Gloucester.

## Toponymie
Le village d'Aldermaston tire son nom de « Ældremanestone», « Eldremanestune » ou « Hedlremanestone », pour « Ealdorman's Homestead » en vieil anglais.
L'Ealdorman - ou Alderman - était une personnalité d'une importance extrême, ce qui équivaut au Lord Lieutenant du comté, à l'époque moderne. Bien que son domaine se trouve à Aldermaston, il aurait passé la plupart du temps dans le chef-lieu d'origine du comté, Wallingford.
La Chronique anglo-saxonne mentionne que le premier Ealdorman connu du Berkshire, Aethelwulf, a combattu les Vikings avec Ethelred de Wessex ( Bataille d'Englefield) en 871.
Sont cités également  Aldermaston ad Pontem  (XIe siècle)  Aldremanneston  (XIIe siècle), Aldremaneston  (XIIIe siècle), Aldermanston et  Aldermanneston Achard  (XIVe siècle), et  Aldmerston  (XIXe siècle).

## Administration
Historiquement, Aldermaston est un hundred, bien que pendant un certain temps, il ait fait partie du hundred de Theale.
Au XIXe siècle, les hundred sont remplacés par d'autres sous-divisions. Dès lors, Aldermaston fait parfois partie de la Poor Law Union de   Bradfield et du Sanitary District  des sous-districts de Mortimer (fin du XIXe siècle) et Bucklebury (début du XXe siècle).
La localité fut toujours une paroisse et acquit le statut de paroisse civile dans les années 1890.
Le conseil de la paroisse civile est élu par chaque résident lors des élections de West Berkshire.
Il se trouve dans la circonscription de  West Berkshire. La circonscription électorale d'Aldermaston comprend les paroisses voisines de Wasing, Brimpton, Midgham et Woolhampton.
Le secteur est le plus petit du West Berkshire par sa population. Le conseiller local actuel est Dominic Boeck qui représente le  Parti conservateur.
Aldermaston dépend du bassin de la Thames Valley Police, elle est couverte par la police de quartier de Brimpton.
Lors d'une réunion avec le conseil de la paroisse d'Aldermaston, la police a signalé que 57 infractions pénales auraient été commises dans la paroisse entre 2009 et 2010. La majorité concernait le vol dans les propriétés non résidentielles. La criminalité liée aux véhicules avait diminué de 57% par rapport à l'année précédente, mais les violences étaient passées de quatre à six. Cinq de ces crimes auraient été des violences domestiques. Aucun cas de vol qualifié n'a été signalé à Aldermaston depuis 2006.

## Géographie

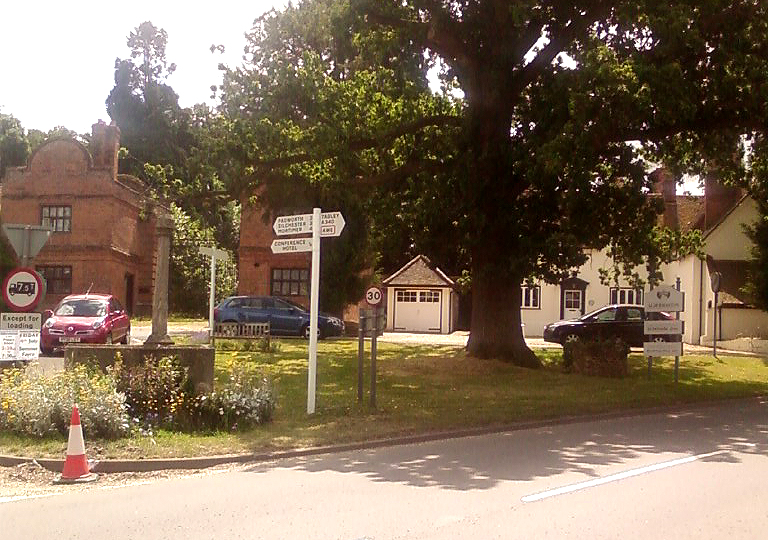
Le Loosey avec la fontaine à gauche et le puits à droite du chêne.

Aldermaston se trouve dans le West Berkshire, à environ 3,5 km de la frontière du Hampshire. Le village est à 1,6 km au sud de la  route A4 qui relie la paroisse à Newbury et Reading. La route principale d'Aldermaston, The Street, fait partie de la route A340 et relie la localité  à Pangbourne et Basingstoke. Le tracé de Ermin Street, la voie romaine qui reliait Calleva Atrebatum (Silchester) à Glevum (Gloucester) via Corinium Dobunnorum  (Cirencester) passe au sud du village, mais aucune des routes n'est plus visible dans la région.
À l'extrémité sud de The Street se trouve un espace vert de village triangulaire appelé The Loosey - soi-disant nommé d'après une "Lucy" qui a planté le chêne sur le green. The Loosey est le site d'un puits romain, découvert en 1940 par une vache qui l'a presque fait tomber. Le Loosey abritait auparavant l'arbre de mai (maypole) du village (souvent escaladé par le singe de Daniel Burr) et la fontaine érigée par Charles Keyser pour célébrer le Jubilé de diamant de la reine Victoria.
Le village possède quelques sites d'intérêt scientifique particulier appelés  West's Meadow et Aldermaston Gravel Pits,.
La Kennet et l'Enborne traversent la paroisse. Le confluent des rivières se trouve à environ 800 mètres au nord du village. Le canal Kennet et Avon constitue les limites de la paroisse avec Woolhampton et Padworth.
La localité abrite des sections de Grim's Bank. Une partie du terrassement du complexe AWE s'élève à une hauteur de 3,3 m, avec un fossé de 0,9 m de profondeur.

### Géologie
Le paysage local est caractérisé par Paices Hill et Rag Hill qui sont les extrémités de la formation de craie des North Wessex Downs faisant partie des Thames Basin Heaths,. Le terrain de la paroisse est généralement incliné vers le nord jusqu'à la rivière Kennet.
Le sol est riche en argile. En raison de la situation dans la vallée de la Kennet, une forte concentration d'alluvions est issue de la London Clay Formation, la Bagshot Formation et les Bracklesham Beds.

### Inondations

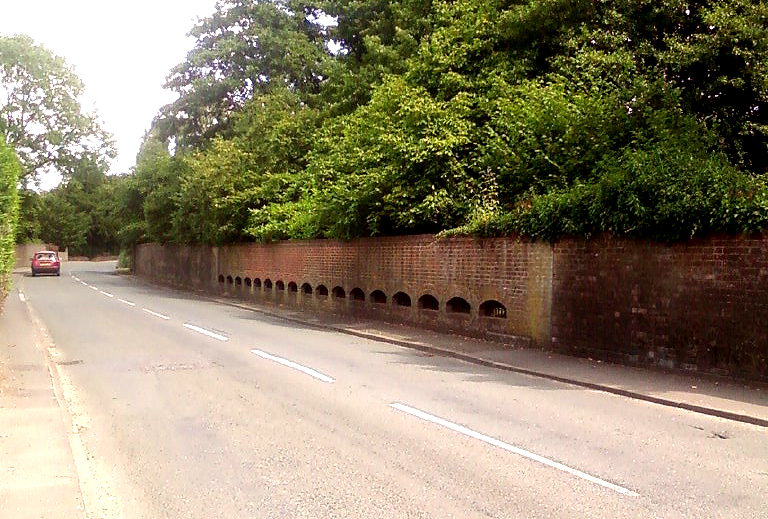
Les grilles pour inondations, Church Road.

Au nord d'Aldermaston, une zone argileuse très basse, a conduit à l'inondation de certaines rues peuplées à trois reprises, avec des précipitations exceptionnelles : 1971, 1989 et 2007,. La crue de 1971 causée par des pluies torrentielles a été accrue par le goudron et les bâtiments de l'Atomic Weapons Establishment et a réussi pour la première fois à faire déborder le bassin de rétention. De nouveau, en juillet 1989, quand une hauteur de 154 mm de pluie s'est déposée sur la paroisse en deux heures ; l'eau a monté d'1,80 m au-dessus des étangs et a traversé un mur de briques. Le mur détruit a été reconstruit avec 17 grilles pour éviter une nouvelle accumulation d'eau. Un don de 10 000 £ a été fait au village par Blue Circle.
En juillet 2007, des pluies torrentielles ont inondé une partie du centre du village traditionnel et de l'école primaire.
La tempête a coïncidé avec le Glade music festival et a mis en péril l'événement.
Les portes du festival ont été temporairement fermées pendant que les organisateurs évaluaient l'inondation qui a submergé l'une des scènes. Le parking du festival était inutilisable, avec des milliers de fêtards bloqués dans le village et les ruelles environnantes.
Les inondations ont également frappé l'école primaire de l'Église d'Angleterre, le Royal Berkshire Fire and Rescue Service évacuant les élèves et le personnel de l'école par radeau de sauvetage,. L'évacuation a nécessité quatre radeaux, sauvant les élèves et les enseignants de l'école par des fenêtres. Les 165 personnes (140 élèves et 25 membres du personnel) ont été évacuées vers la salle paroissiale où des couvertures et des sacs de couchage avaient été fournis.
Ian Henderson, un agent de police de la Thames Valley, a déclaré que les services d'urgence étaient "vraiment débordés à cause de ce qui s'était passé au-dessus du comté et de l'événement Glade", que "la jonction [A340] était à près d'un mètre sous l'eau ", et a signalé que " de nombreux habitants [seraient] sans abri ".

## Démographie
Le recensement de 1831 a montré que 68% de la population d'Aldermaston faisait partie de la classe ouvrière ou " agricole ou domestique", 20% étaient de classe moyenne, 10% étaient de classe supérieure ("employeurs et professionnels") et 2% n'étaient pas classés.
En 1887, la population de la paroisse se montait à 528 habitants. En 1896, elle était passée à 585. La population a fluctué régulièrement autour de 550 habitants jusque dans les années 1950 et 1960, quand une explosion démographique au recensement de 1961 fait état de 2 186 habitants. Cela coïncide avec l'ouverture de l'unité de fabrication d'armes atomiques au début des années 1950 ; ce nombre inclut des résidents dans le secteur de Tadley, paroisse d'Aldermaston. Entre 1901 et 1961, 368 maisons ont été construites.

Répartition de la population dans la paroisse (2005):
Aldermaston Village
Aldermaston Wharf
Falcon Fields
Ravenswing/Pinelands
Raghill et autres parties extérieures

Un certain nombre de changements aux frontières paroissiales se sont produits au cours de la première moitié du XXe siècle, avec la perte nette de 127 ha à Beenham et Woolhampton le 1er avril 1934 uniquement.
En 2001, la population était réduite à 927 habitants.
Le recensement de 2001 a révélé que 99,3% des ménages de la paroisse étaient des blancs. En 2005, 30% des habitants vivaient dans le village. Parmi les 70% à l'extérieur du village, 30% vivaient à Aldermaston Wharf, 20% dans les parcs de maisons mobiles locaux, 10% dans le développement de Falcon Fields et 10% dans "d'autres zones périphériques". Falcon Fields est un lotissement situé à la frontière sud de la paroisse, achevé au début des années 2000. Ravenswing et Pinelands sont des parcs de mobile homes près de la frontière du Hampshire,. Raghill est une zone industrielle à l'est de la paroisse, qui a quelques développements résidentiels légers.
L'âge moyen des résidents est d'environ 50 ans, 31,5% des résidents sont de la tranche des 45 à 64 ans. L'âge moyen des résidents d'Aldermaston Wharf est de 30,7 ans ; dans les parcs de maisons mobiles, l'âge moyen est de 53,9 ans. Parmi ceux-ci, 53,3% étaient des femmes. Cela contraste avec les données du recensement de 2001 qui ont montré que 49,8% étaient des femmes.
En 2005, 3% de la population était au chômage et 25% étaient à la retraite. Le nombre des retraités a augmenté dans les régions de Pinelands et Ravenswing, avec un taux de 42%. La plupart des lieux de travail se trouvent dans les villes environnantes. L'enquête de 2005 a révélé que les résidents du sud  (Falcon Fields et Ravenswing / Pinelands) voyagent vers Tadley et Basingstoke, tandis que ceux plus au nord de la paroisse ont tendance à trouver du travail à Reading, Newbury et Londres.
| Évolution démographique                                                                                          |      |      |      |      |      |       |      |      |      |      |       |
| Année | 1801 | 1811 | 1821 | 1831 | 1841 | 1851  | 1861 | 1871 | 1881 | 1891 | 1901  |
| Population | 672  | 678  | 653  | 636  | 662  | 783   | 585  | ?    | 528  | 655  | 482   |
| Année | 1911 | 1921 | 1931 | 1941 | 1951 | 1961  | 1971 | 1981 | 1991 | 2001 | 2011  |
| Population | 559  | 533  | 461  | ?    | 638  | 2,186 | ?    | ?    | ?    | 927  | 1,015 |
| Census (1801 – 2001); Census 2011; Cassey's History, Gazetteer and Directory of Berkshire and Oxfordshire (1868) |      |      |      |      |      |       |      |      |      |      |       |

| Hors agglomération | Propriétés acquises | Propriétés sous emprunt | Logements sociaux | Locations privées | Autres | km² routes | km² eau | km² jardins particuliers | Résidents à l'année | km²  |
| ------------------ | ------------------- | ----------------------- | ----------------- | ----------------- | ------ | ---------- | ------- | ------------------------ | ------------------- | ---- |
| Paroisse civile    | 234                 | 135                     | 28                | 46                | 9      | 0.2        | 0.4     | 0.3                      | 1,015               | 13.4 |

## Économie
La première et principale source d'activité à Aldermaston a été l'agriculture. Selon le recensement de 1831, environ 66% des hommes actifs (âgés de 20 ans et plus) étaient employés dans une certaine forme d'agriculture.
En termes d'emploi, la vente au détail et l'artisanat, employaient environ 20% des actifs. En 1881, 20% seulement des hommes qui travaillent sont employés dans l'agriculture. Cependant, 30% sont répertoriés comme travaillant dans les « produits de base généraux ou non spécifiés ». Sur les 137 travailleuses de la paroisse, 40 (un peu moins de 30%) travaillaient dans les services domestiques, tandis que 82 (environ 60%) avaient une profession inconnue.

### Agriculture
Aux alentours de 1797, un maître d'école met en culture la poire Williams. M. Wheeler (ou son successeur, John Stair) en sont alors les premiers producteurs mais le nom donné au fruit est celui de Richard Williams de Turnham Green qui a reproduit par greffage plusieurs sujets du poirier d'origine. Le 5 décembre 1956, une plaque commémorant l'évènement est dévoilée sur le mur de l'école locale.
Le blé cultivé localement a été moulu à Aldermaston Mill jusque dans les années 1920.
Au moment de la rédaction du Domesday Book, l'ancien moulin s'appelait le "Kingsmill" et fournissait de la farine à Huntley & Palmers à Reading. Désormais connu sous le nom de The Old Mill, il a appartenu à la famille Wasing's Mount tout au long des XVIIIe et XIXe siècles. William Mount a loué le moulin à Francis Webb (1797–1811), M. Sherwood (1811–1820), M. King (1820–1824), M. Waldren (1824–1828), M. Mathews (1828–1848) et William Gilchrist (1848-1856). Gilchrist (partenaire commercial de Mathews) a acheté le moulin à Mount en 1856 en utilisant l'argent hérité de son frère l'année précédente. Propriétaire depuis environ un an, il s'est noyé dans la rivière Kennet en 1857 après avoir visité la maison publique Angel à Woolhampton. Joseph Crockett a acheté le moulin dans une vente aux enchères la même année, avant qu'il ne soit acquis par Richard Sisling de Godalming en 1858. Vers 1860, le moulin est acheté par la famille Kersley. Entre cette date et 1885, il était exploité par Anthony Kersley, meunier et malteur qui employait "six hommes et un garçon, un charretier, plusieurs domestiques et une gouvernante". Kersley's fils, également nommé Anthony, dirigea le moulin jusqu'en 1895. Cette année-là, Walter Parson acheta le moulin et le fit fonctionner jusqu'en 1897 environ. Charles Keyser a ensuite supervisé la restauration du moulin qui «était resté inoccupé pendant plus de trois ans». Il l'a loué à un M. Iremonger à partir de 1901. Iremonger a utilisé le moulin jusqu'à la fin des années 1920, peu de temps avant la mort de Keyser. Sa veuve, Mary, a approché Evelyn Arlott pour transformer le moulin en salon de thé et maison d'hôtes. La famille Arlott a acheté le moulin vers 1939, après la mort de Mary Keyser.
En 1939, il y avait sept fermes sur le domaine d'Aldermaston : Forsters Farm, Village Farm, Church Farm, Upper Church Farm, Raghill Farm, Park Farm et Soke Farm. Elles représentaient environ 75% des terres du domaine. En plus, il y avait six petites exploitations à l'intérieur de la paroisse mais à l'extérieur du terrain appartenant au domaine. Il s'agissait de Springhill Farm, Court Farm, Strawberry Farm, Circus Farm, Ravenswing Farm et Frouds Farm.
Parmi celles-ci, Church Farm et Forster's Farm sont toujours en activité. Upper Church Farm était à l'origine connue sous le nom de Harry's Farm, du nom d'un William Harry décédé en 1544.

### Pubs et brasseries
Le pub local s'appelle The Hind's Head en l'honneur de la famille Forster. Construit au XVIIe siècle et fonctionnant à l'origine comme auberge-relais, l'établissement s'appelait The Pack Horse pendant les seigneuries De La Mare et Forster, et The Congreve Arms tout le temps de la propriété des Congreves , .

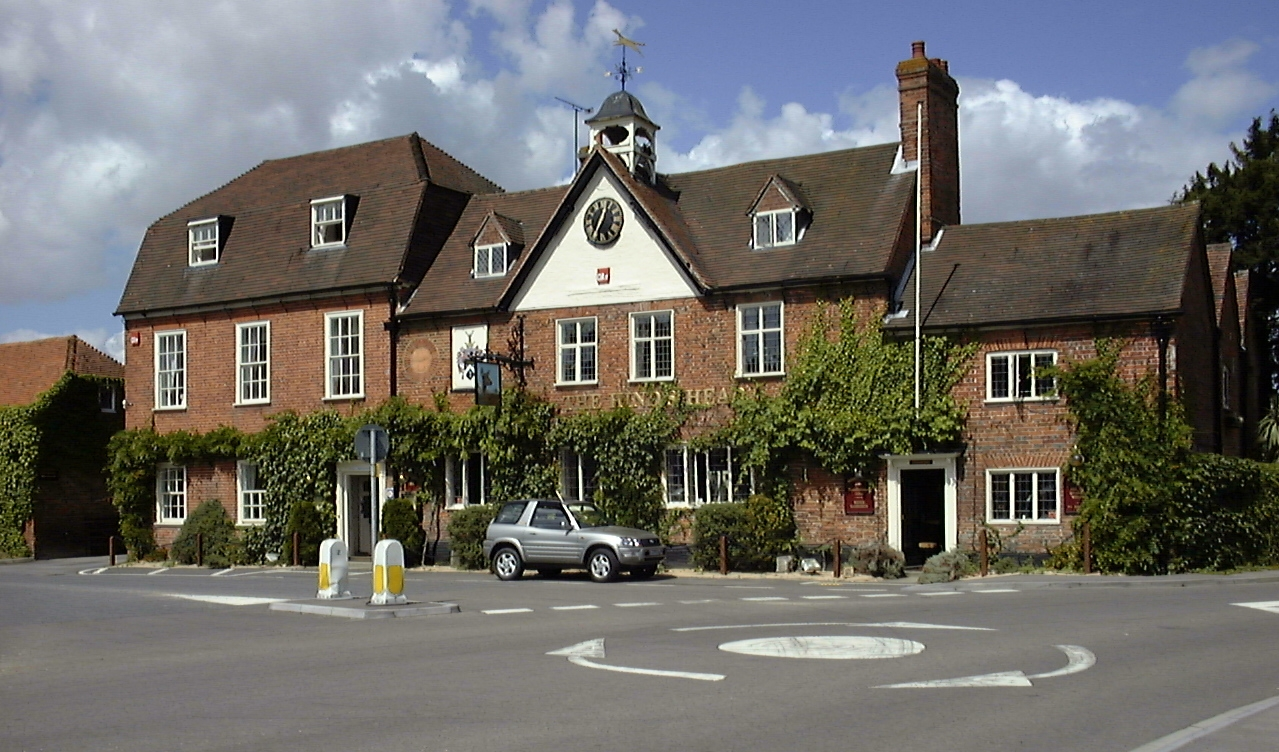
Hind's Head Inn.

Le bâtiment a une grande horloge noir et or dans le pignon et une tourelle sur laquelle se trouve une girouette dorée représentant un renard. La cloche servait de sirène pour prévenir des raids aériens pendant la Seconde Guerre mondiale. Au début du XIXe siècle, l'enseigne du pub portait les armoiries de la famille Congreve, ainsi que la marque d'une société nommée "Adams". Dans les documents parlementaires britannique» de 1817, le Comité sur l'état de la police dans la métropole rapporte les preuves qu'un John Adams -distillateur et marchand de houblon- avait plaidé contre Simonds 'Brewery. En 1850, le pub brassait de la bière sur place ; une brasserie a été construite comme dépendance derrière le bâtiment principal du pub. John Knight a produit de la bière au pub pendant 40 ans, la vendant pour 2 pennies. Les murs de la brasserie existent toujours. Le bâtiment est maintenant la cuisine du pub. Dans les années 1970, l'établissement appartenait à Samuel Whitbread,.
Au milieu des années 1990, le pub a été repris par Gales Brewery (qui était auparavant un indépendant), devenant plus tard lié à Fuller's Brewery lors de leur acquisition de Gales en 2006,. Dans les années 1970, le pub abritait le Kennet Folk Club.
Le pub a sa propre prison, le lock-up, à l'arrière. Construit en brique rouge, le petit bâtiment d'un étage a un toit en dôme peu profond. L'intérieur mesure environ 2 m x  1,80 m, elle est fermée par une porte cloutée avec une grille. Elle a été utilisée pour la dernière fois en 1865 ; le détenu, ivre, s'est brûlé à mort en essayant de se réchauffer,. La cellule a été classée bâtiment Grade II en avril 1967. Le 11 septembre 2010, la cellule a été ouverte au public dans le cadre du programme Portes ouvertes du patrimoine (Heritage Open Days).
Un autre pub de la paroisse, The Butt Inn, est situé à environ 2 km au nord-est du village. Il porte le nom des stands de tir à l'arc qui se trouvaient dans les champs en face du pub.
Le Falcon Inn était à la frontière sud de la paroisse. Il a fermé en 2009 et a été démoli en 2011 pour améliorer la fluidité du trafic vers AWE. En 2013, la station-service adjacente a été reconstruite, s'étendant sur le site du pub.
L' Aldermaston Brewery a été fondée à Aldermaston Wharf en 1770 et a été démolie dans les années 1950. Elle a été remplacée par une usine de fabrication de câbles, démolie en 1990.

### Cricket
Old Village Farm (sur Fishermans Lane) est maintenant un espace de stockage de bois, utilisé depuis les années 1930 à la préparation de bois de saule local pour la production de crosses de cricket. Les arbres poussent à Harbor Hill Copse où 70 arbres sont abattus annuellement à cette fin. Environ 1 000 arbres poussent en permanence. Les ouvriers façonnent le bois en formes approximatives de chauves-souris, puis le font sécher dans un four. Les crosses ébauchées sont ensuite expédiées en Inde où la fabrication finale peut être entreprise dans des conditions d'humidité contrôlée.

### Atelier de fabrication de poterie
En 1955, l' Aldermaston Pottery, dirigée par Alan Caiger-Smith et Geoffrey Eastop, s'installe dans la rue principale. La poterie est réputée pour ses articles de porcelaine émaillés à l'étain. Elle utilise du bois de rebut pour chauffer le four.
Sa production se réduit déjà en 1993 en raison du départ à la retraite partielle de Caiger-Smith, après la récession de 1992. L'atelier ferme en 2006.

### Unité pour armes nucléaires

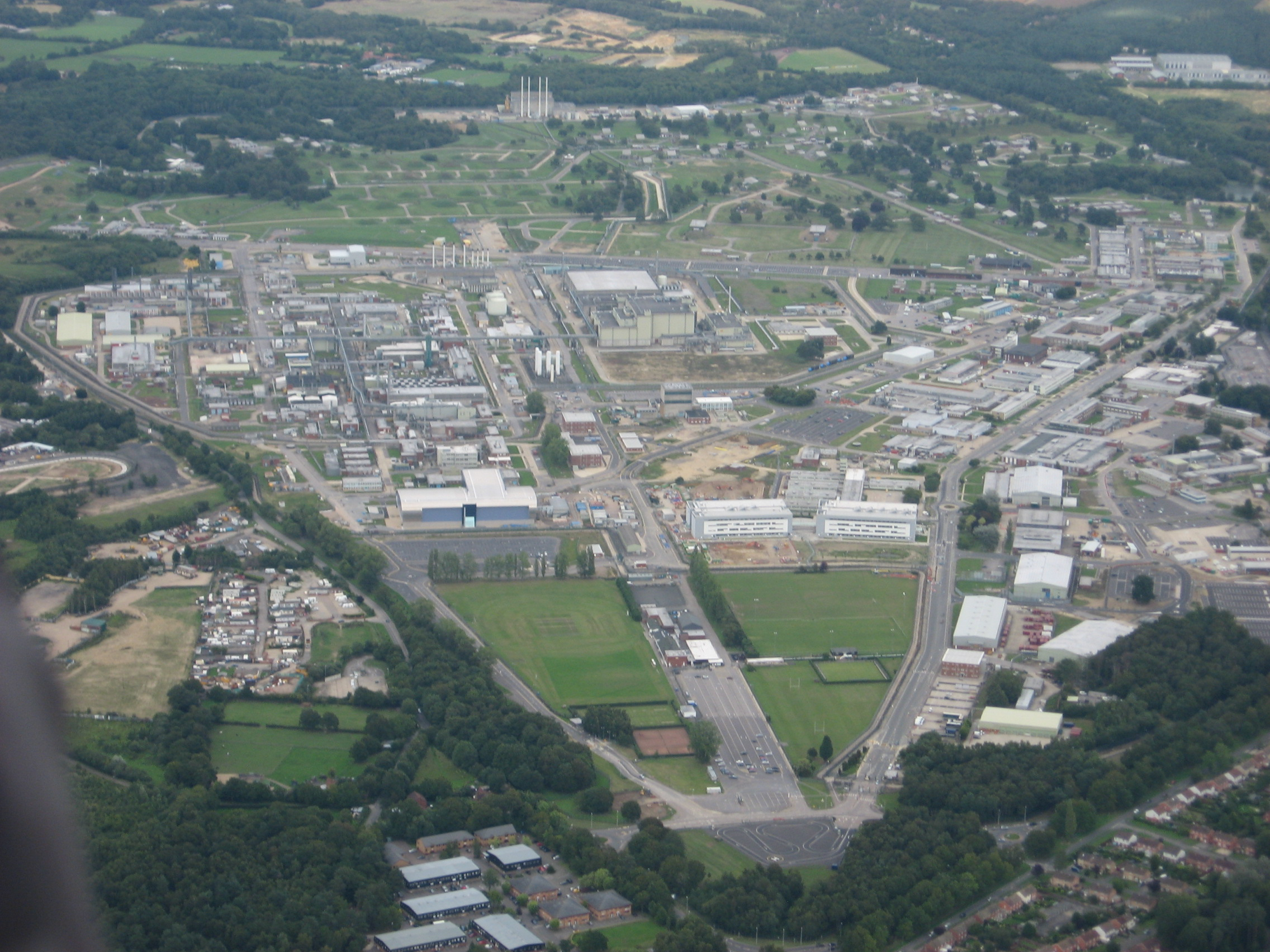
Vue aérienne de l'AWE.

L'Atomic Weapons Establishment (AWE), grâce auquel Aldermaston a acquis la notoriété est à moins de 1,6 km au sud du village. Le Royaume-Uni y conçoit et fabrique les ogives pour son stock de missiles Trident . Les ogives nucléaires déclassées et en surnombre y sont démantelées. En avril 1958, la première Marche d'Aldermaston a lieu, à l'appel notamment de Bertrand Russel.
Environ 3 000 manifestants défilent depuis Londres à Aldermaston pendant quatre jours, avec une participation totale de 12 000 personnes aux portes de l'établissement. Le 50e anniversaire de l'événement est marqué le 24 mars 2008 par la manifestation "Bomb Stops Here" , en présence de Vivienne Westwood et le président Walter Wolfgang, CND,.
La manifestation de 2008 a été la plus grande manifestation organisée par le CND en dix ans.
Jusqu'en 2005, AWE rejetait des "eaux usées prétraitées" dans la Tamise à Pangbourne via un  pipeline de 18 km qui passe sous les routes et les champs.
Une installation de traitement de l'eau a été installée en 2006 mais le pipeline de Pangbourne est resté « in situ ».

### Autres activités
Lafarge Aggregates possède plusieurs sites localement. En 1974, le village a gagné un procès contre Hanson Australia (Pioneer Concrete) à la suite de sa demande d'extraction de gravier près du village.
Des événements similaires ont eu lieu en mars 2003 lorsque des centaines de résidents locaux ont protesté contre l'extraction de matériaux par Lafarge. L'appel initial de Larfarge, en avril 2003, a été rejeté par West Berkshire Council. Une autre demande d'extraction de granulats au Wasing Estate devait être accordée en 2010. Un ancien site d'extraction, Butts Lake Quarry, est maintenant une réserve naturelle et les lacs inondés ont été reconnus  site d'intérêt scientifique particulier. Ils sont maintenant exploités par le Berkshire, Buckinghamshire and Oxfordshire Wildlife Trust. La réserve contient des aulnes, merisiers, aubépines, chênes et saules. Différentes variétés de roseaux sont présentes : typha latifolia, phragmites australis, mentha aquatica et lythrum salicaria. De nombreuses espèces d'oiseaux nichent dans la réserve : sarcelle d'hiver, canard souchet, fauvette, martin-pêcheur, râle d'eau et rossignol .
La première station-service située en bord de la route de Grande-Bretagne a été ouverte par l' Automobile Association (The AA) sur la route de Bath, près d'Aldermaston le 2 mars 1919,,.
L'année suivante, un villageois a demandé qu'une pompe soit installée chez lui. "Chuffer" Ford, qui vivait à The Forge avec sa femme Olive a été informé par Keyser qu'il était contraint d'être "derrière un mur". Un trou a été creusé dans le mur de briques à côté de la cour de Ford pour abriter la pompe de marque Shell. L'emplacement de cette pompe est encore visible : un trou carré dans le mur actuel. L'entreprise de Ford offrait d'autres services pour automobiles et cycles"
Le village compte de petites entreprises, un salon de coiffure, une société de développement de logiciels et la boutique du village.
Dans les années 1970, le salon de coiffure était un magasin de musique. Avant cela, c'était un magasin de village coopératif créé par Charles Keyser.
Deux parcs d'affaires (business parks) ont été créés : Calleva Business Park (à la frontière Berkshire / Hampshire) et Youngs Industrial Estate (sur Paices Hill). Ce dernier a ouvert ses portes au début des années 1980 à l'emplacement de Paices Wood Country Parkland, un projet faunique géré par le Berkshire, Buckinghamshire and Oxfordshire Wildlife Trust.
En 2007, Aldermaston a remporté le prix de la catégorie entreprise lors de la finale régionale du concours Calor Village of the Year. Les juges ont déclaré que le village "a une communauté d'affaires très prospère", que "les entreprises locales sont bien soutenues par les villageois et qu'en retour ces entreprises soutiennent les activités locales". En plus du prix de l'entreprise, le gagnant général du concours Calor "Berkshire Village of the Year" en 2006, ainsi que le lauréat de la catégorie dans le "Building Community Life", "Business Catégories ", "Jeunesse" et "ICT",.

## Architecture
La majorité des maisons du village ont été construites entre le XVIIe et la fin du XIXe siècle, certaines sont des exemples de l'architecture gothique victorienne. Une seule maison a été construite dans le village, dans la rue principale depuis le début du XXe siècle.
La salle communale, construite en 1897, est principalement en silex et en brique.
La plupart des maisons du village sont des bâtiments classés Grade II, beaucoup ont été construites avec des briques rouges et bleues locales. Au total, 51 bâtiments sont répertoriées y compris les portails, serres, une tombe, un garde-corps et un mur,, la cabine téléphonique et l'écluse.

## Culture
Depuis le début des années 1800, Aldermaston organise une vente aux enchères de bougies tous les trois ans. La vente aux enchères commence par un clou de fer à cheval enfoncé dans une  bougie en suif un pouce sous la mèche et allumé dans la salle paroissiale. Le lot est le bail de Church Acre, un terrain de 0,8 ha accordé à l'église en 1815 après l'Inclosures Act,. L'adjudication est supervisée par le vicaire et les marguilliers qui boivent du punch au rhum tout au long de la vente aux enchères. Autrefois, suivant la tradition, les marguilliers fumaient des pipes en argile pendant l'événement,.
La salle paroissiale accueille souvent d'autres événements, comme des pièces de théâtre produites par la troupe théâtrale amateur du village. La société, connue sous le nom de The Aldermaston Players, a organisé des collectes de fonds dans le village en 1996.
En 1976, la salle paroissiale a accueilli un épisode de la BBC Any Questions?.
Le village, avec la paroisse voisine de Wasing, organise une fête au vieux moulin (Old Mill). Le spectacle, qui se tenait auparavant derrière le pub Hind's Head organise des concours dans environ 100 classes. 
Dans les années 1990, une équipe de jardiniers formée à partir de l'exposition de produits locaux a participé au Chelsea Flower Show. Elle a remporté un prix dans le  Best Courtyard Garden Award  pendant deux années consécutives, pour les jardins nommés "Calma" et "Time Lords".
Depuis 1957, se tient une représentation annuelle de la York Nativity Play du XVe siècle,  York Mystery Cycle. La pièce suit un scénario de E. Martin Browne avec les chants de William Byrd, Johannes Eccard et Michael Praetorius. Les représentations ont lieu à l'église St Mary the Virgin début décembre, les acteurs sont des gens de la région qui jouent dans la pièce depuis de nombreuses années. En 1964, la pièce est enregistrée et diffusée par le BBC Home Service sous le titre « Star Over Aldermaston ». Un membre de l'équipe de production était David Shute.
Aldermaston a été mentionné dans « Plum Pie » (1966), par P. G. Wodehouse : "De temps en temps, nous marchons d'Aldermaston, protestant comme une tonne de briques... Et puis nous nous asseyons beaucoup.".
C'est une référence aux manifestations de la Campagne pour le Désarmement Nucléaire, (les Marches d'Aldermaston), des marches d'Aldermaston à Londres (à l'exception de 1958, lorsque la marche va de Londres à Aldermaston). C'est une marche annuelle de 1958 à 1963.
Aldermaston est le lieu d'origine du Glade Festival. L'événement de 2007 a été mis en péril par des pluies torrentielles et des inondations mais il s'est déroulé avec prudence. En 2009, le festival a quitté la région et se déroule près de Winchester. Depuis 2006, le village organise un festival de blues connu sous le nom de "Blues on the Meadow".
La paroisse d'Aldermaston est regroupée avec les paroisses locales de Wasing et Brimpton. Les trois partagent un magazine paroissial mensuel présentant des histoires d'églises, d'organisations, d'écoles, d'entreprises et de divers sujets.

## Transports

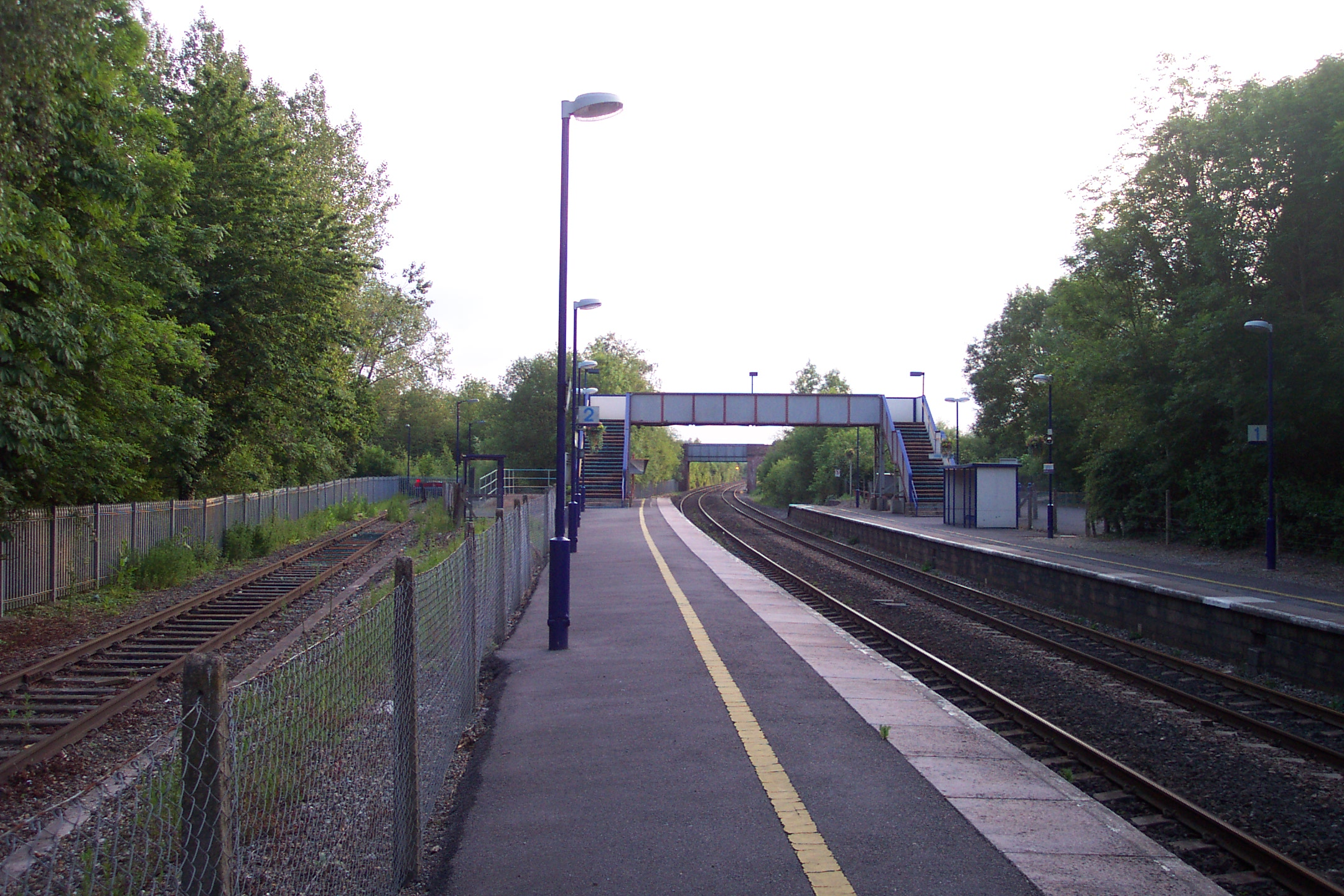
La gare d'Aldermaston, en regardant vers l'ouest.

La gare d'Aldermaston se trouve à Aldermaston Wharf, à 2,5 km du village. Elle est gérée par National Rail', desservie par Great Western Railway entre Reading et Newbury.
Le village se trouve sur la route A340 et dispose d'un accès à la route A4 et à l'autoroute M4. 
La ligne de bus 104 de Newbury Buses dessert le village, avec des services aboutissant à Newbury, Calcot et Reading.
Le plan de 2005 a mis en évidence le besoin d'une route de contournement près du village. Un rapport a été présenté en 2009 évaluant les problèmes causés par la circulation des poids lourds et proposé les solutions avec le soutien de Richard Benyon,  Newbury MP.
La piste d'atterrissage opérationnelle la plus proche, Brimpton Airfield, est à moins d'1,6 km à l'ouest du village, dans un espace aérien restreint d'AWE.
RAF Aldermaston a cessé ses activités d'aéroport civil en 1950.
Le village est à 2,4 km au sud-est du siège de la Reading Marine Company, sur le canal Kennet et Avon qui fournit des liaisons fluviales vers Londres (via la Tamise) et Bristol (via la River Avon).

## Enseignement
La paroisse d'Aldermaston compte deux écoles primaires.
L'école primaire d'Aldermaston est une école publique gérée par les autorités locales.
Une école de l'Église d'Angleterre se trouve à Wasing Lane et compte environ 150 élèves. Elle a été créée en 1836, elle est située à l'origine à Church Road, elle est déplacée vers le site actuel en 1988. L'école utilise les noms des écuyers du manoir dans son organisation.
The Cedars est une école privée ouverte en 1992 dans les anciens bâtiments de l'école de l'Église d'Angleterre. L'école compte environ 40 élèves inscrits.
Alder Bridge Steiner School, bien que située à Aldermaston Wharf, se trouve dans la paroisse de Padworth.
Padworth College est situé sur la frontière des paroisses d'Aldermaston et de Padworth.

## Cultes

### Église paroissiale

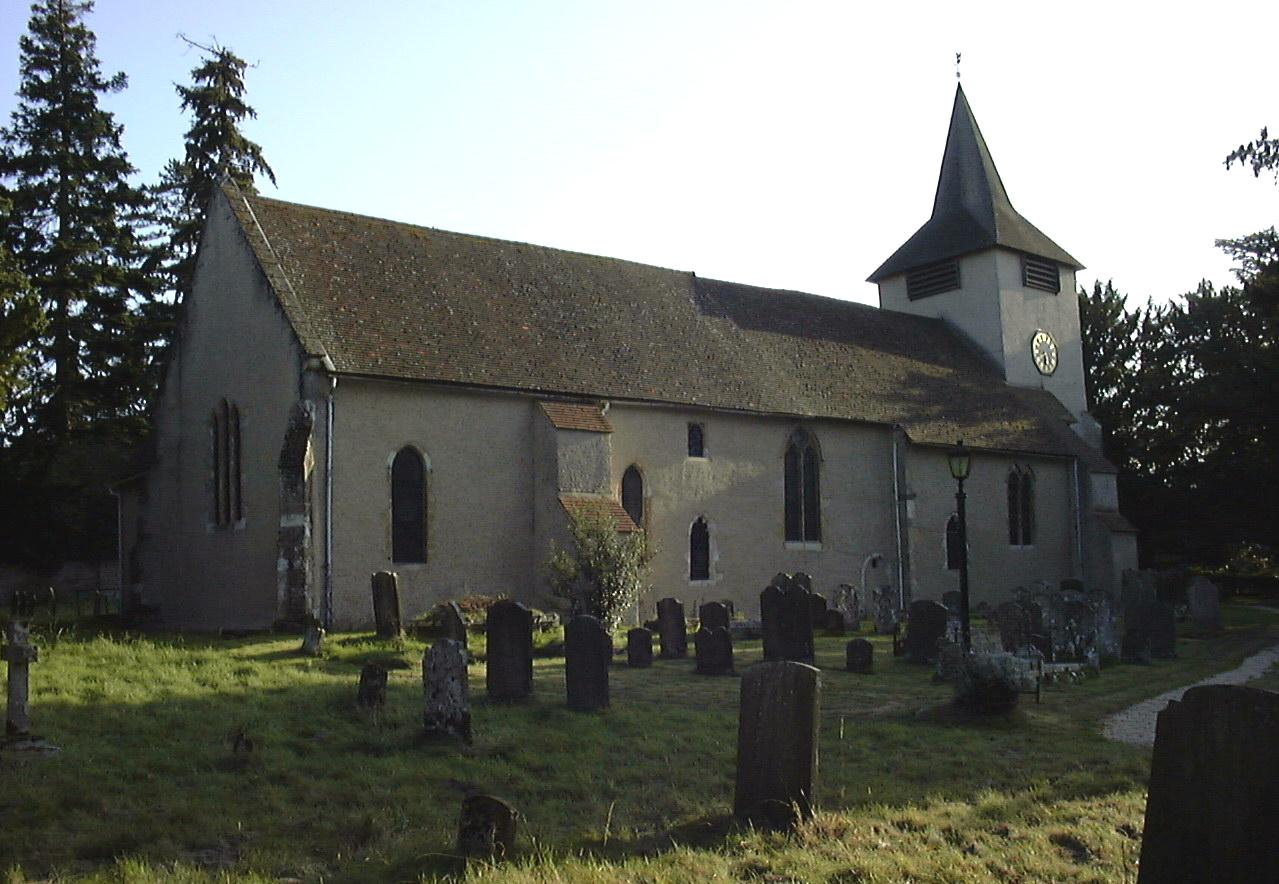
Église St Mary the Virgin, XIIe siècle, avec de nombreuses modifications.

L'église paroissiale de l'Église d'Angleterre a été construite au milieu du XIIe siècle. Le bâtiment d'architecture normande a été modifié au cours du millénaire suivant, en particulier aux XIIIe, XIVe, XVe et XVIIe siècles.
Le bâtiment du XIIe siècle comprend l'actuelle nef, avec des ajouts dans la chapelle Forster et le chœur (XIIIe siècle), le clocher (XIVe siècle) et la sacristie (XVIIe siècle). La chaire du XVIIe siècle (ère jacobéenne) est d'une conception heptagonale inhabituelle.
Divers ajouts ont été apportés à la structure aux XIVe et XVe siècles, principalement aux murs et fenêtres. Un cadran solaire a été ajouté au sud-ouest (contrefort) au XIVe siècle.
Edward Doran Webb, architecte, et Charles Eamer Kempe (pour les vitraux) ont apporté leurs compétences.
La Chapelle Forster, est ajoutée à la face sud au XIIIe siècle, elle contient un monument en albâtre à l'effigie de Sir George Forster et de son épouse Elizabeth. Elle a été construite en 1530. La chapelle était peut-être à l'origine dédiée à St Nicolas. Les vitraux du mur nord datent du XIIIe siècle, ce sont les plus anciens du Berkshire.
La tour abrite huit cloches datant de 1681 à 1900. L'orgue actuel a été installé en 1880.
Dans le cimetière se trouvent Charles Keyser (1847–1929), Daniel Burr (vers 1811–1885), le maître d'école John Stair (vers 1745–1820) et Maria Hale (1791–1879).

## Sports
Aldermaston compte plusieurs équipes sportives. 
L'équipe de cricket, Aldermaston Village CC, joue à proximité, à Wasing Park. Le club, qui a joué pour la première fois en 1786 sous le nom de "The Gentlemen of Aldermaston", a joué à l'origine sur un terrain d' Aldermaston Court. Le terrain a du déménager lorsque l'aérodrome a été construit. Sir William Mount, 2e baronnet, le grand-père du Premier ministre britannique David Cameron, a autorisé la mise en place d'un terrain de cricket sur une partie de son domaine de Wasing.
Le club de football d'origine jouait à côté du terrain de cricket. L'équipement du club a été parrainé par George L. Heighton, le propriétaire de la boutique du village.
Aldermaston Rugby Club et A.F.C. Aldermaston jouent tous les deux leurs matchs à domicile à la Recreational Society, AWE. Tadley RFC joue localement , à environ 2,4 km du village.
Aldermaston Raceway, un banger racing, demolition derby et le parc automobile Fleet Motor Club, résulte de la relocalisation du Aldershot Raceway qui a fermé ses portes en 2007,. Un parcours pour off-road 4x4 trial est proche du Raceway.

## Personnalités
- Thomas Allibone, seigneur du château (1953–1985)[61] ;
- Alan Caiger-Smith, le potier, fondateur d'Aldermaston Pottery[179] ;
- Duncan Grant, peintre, vit au village avec Paul Roche les dernières années de sa vie, décédé à Aldermaston[180] ;
- Felix Pole, seigneur du château (1939–1953)[23] ;
- Paul Roche, poète, a vécu à Aldermaston[180].